# Smittsam digital dermatit
Smittsam digital dermatit, CODD efter den engelskspråkiga benämningen Contagious ovine digital dermatitis, är en smittsam sjukdom hos får som orsakas av en bakterie som angriper klövarna. Den kan orsaka kraftig hälta och klövkapselavlossning. Sjukdomen  beskrevs första gången i Storbritannien år 1997 och i Sverige år 2019. Även getter kan drabbas och det finns tecken på att sjukdomen kan ha samband med icke smittsam digital dermatit som kan uppstå hos nötkreatur.

## Orsak och smittvägar
Sjukdomen orsakas av bakterien Treponema spp, ibland även tillsammans med bakterierna Fusobacterium necrophorum och Dichelobacter nodosus. Smittan orsakas direkt eller indirekt av andra smittade får, samt då man delar beten och utrustning.

## Symtom
Inkubationstiden efter smittotillfället är ca en till två veckor. Hälta är ett vanligt symtom, men inte alla djur drabbas. Hältan kan kvarstå även efter att skadorna läkt. Djur med utvecklad CODD kan också bli förlamade som typiskt påverkar ena klövhalvan på en fot. Detta gör att djuret förblir liggande utan att beta. Till följd av den minskade rörligheten och födointaget påverkas allmäntillståndet negativt och mycket snabbt. Vid den påverkade klövhalvans rand uppstår sårskador som kan sprida sig både i omfattning och djup. Efterhand kryper skadorna in under klövkapseln som till slut lossnar, så kallad klövkapselavlossning. Även klövbenet påverkas. Det är i detta läge inte helt enkelt att konstatera om djuret drabbats av just CODD, eftersom skadorna kan uppstå genom andra sjukdomar, till exempel fotröta. För att säkert kunna konstatera detta måste veterinär undersöka det drabbade djuret.

## Behandling
Enskilda individer behandlas med antibiotika, där försök har gjorts med oxytetracyklin, amoxicillin, tilmicosin och gamitromycin. Antibiotikabehandlingen kompletteras med behandling med icke-steroida antiinflammatoriska medel (så kallade NSAID-preparat). Fotbad och liknande behandlingar har inte visat sig hjälpa.

## Förebyggande åtgärder
Har smittan en gång drabbat besättningen är det mycket svårt att bli av med den. Det är viktigt att iaktta noggrann hygien och att använda sig av relevanta bioskyddsåtgärder. Livdjursinköp bör undvikas, men djuret skall i så fall placeras i karantän med badning av klövarna i tioprocentig zinksulfatslösning i minst en månad. Veterinär måste tillkallas vid minsta tecken på oförklarlig hälta. Sjukdomen är i Sverige anmälningspliktig enligt smittskyddslagen. Besättningens klövar måste inspekteras ofta.